# Левые коммунисты
Ле́вые коммуни́сты — внутрипартийная оппозиция внутри РКП(б), образовавшаяся в январе 1918 года. Её члены призывали немедленно экспортировать революцию в другие страны с целью перехода к мировой революции, так как без этого социалистическая революция в России погибнет. Наибольшую известность приобрела борьба «левых коммунистов» против Брестского мира (1918), они считали мир с «империалистическими» странами принципиально недопустимым. Во внутренней политике они предлагали полностью уничтожить банки и форсировать отмену денег. Призывали к децентрализации государственного и хозяйственного управления, были против привлечения к работе «буржуазных» специалистов.
Организационно «левые коммунисты» контролировали Московское областное бюро партии. Издавали газету «Коммунист» — в то время орган Петербургского комитета и Петроградского окружного комитета РСДРП(б), затем журнал «Коммунист» в Москве.
«У нас явились в передовых кругах нашей партии партийные работники интеллигенты-сверхчеловеки, которые дали себя увлечь этим триумфальным шествием, которые сказали: с международным империализмом мы справимся; там тоже будет триумфальное шествие, там настоящей трудности нет», — отмечал Ленин в политотчёте ЦК на Седьмом съезде РСДРП/РКП(б).
К концу лета 1918 года «левые коммунисты» признали свои ошибки и перестали существовать как организованная оппозиция. На Восьмом съезде РКП(б) часть левых коммунистов выступали как Военная оппозиция. Позже часть левых коммунистов оформилась в группу демократического централизма.

## Члены оппозиции
Н. И. Бухарин, А. С. Бубнов, Ф. Э. Дзержинский, А. Ломов (Г. И. Оппоков), В. В. Оболенский (Н. Осинский), Е. А. Преображенский, Г. Л. Пятаков, К. Б. Радек, Н. М. Антонов (Лукин), И. Арманд, Г. И. Бокий, М. И. Васильев (Саратовский), И. В. Вардин-Мгеладзе, Р. С. Землячка, А. М. Коллонтай, С. В. Косиор, В. В. Куйбышев, Ю. М. Ленский, Н. И. Муралов, Г. И. Мясников, М. Н. Покровский, С. Н. Равич, М. А. Савельев, Т. В. Сапронов, Г. И. Сафаров, В. М. Смирнов, В. Г. Сорин, И. Н. Стуков, И. И. Скворцов-Степанов, А. А. Сольц, М. С. Урицкий, И. С. Уншлихт, Г. А. Усиевич, М. В. Фрунзе, П. К. Штернберг, Б. 3. Шумяцкий, В. Н. Яковлева, Ем. Ярославский.